# Немеричув
Немеричув (пол. Niemieryczów) — село в Польщі, у гміні Хотча Ліпського повіту Мазовецького воєводства.
Населення — 92 особи (2011).
У 1975-1998 роках село належало до Радомського воєводства.

## Демографія
Демографічна структура станом на 31 березня 2011 року:
|          | Загалом | Допрацездатний вік | Працездатний вік | Постпрацездатний вік |
| -------- | ------- | ------------------ | ---------------- | -------------------- |
| Чоловіки | 43      | 5                  | 18               | 20                   |
| Жінки    | 49      | 4                  | 17               | 28                   |
| Разом    | 92      | 9                  | 35               | 48                   |